# 小行星2275
小行星2275（2275 Cuitlahuac）是一颗绕太阳运转的小行星，为主小行星带小行星。该小行星于1979年6月16日发现。
該小行星以阿茲提克帝國君主奎特拉瓦克命名。

## 轨道参数
小行星2275的轨道半长轴为2.2967386 UA，离心率为0.170。